# 賀恩 (解元)
賀恩，直隸吳縣（今江蘇省蘇州市）人。明朝解元。
成化四年（1468年）戊子科應天鄉試第一名舉人（解元）。與長洲吳寬同榜。後來賀恩在北京染病，吴宽迎其入府，朝夕照顧。贺恩不幸病死，吴宽悲痛不已，素服一月。